# المركز الإسلامي في واشنطن
المركز الإسلامي بواشنطن (بالإنجليزية: Islamic Center of Washington)‏ هو مسجد ومركز ثقافي إسلامي في واشنطن العاصمة، الولايات المتحدة. ويقع في صف السفارات في مساتشوستس أڤنيو مباشرة شرق الجسر فوق Rock Creek ‏. عندما افتتح في 1957 كان أكبر مكان مسلم للعبادة في نصف الكرة الغربي. ويقصده نحو 600 مصلي لأداء صلاة الجمعة على ثلاث صلوات.
نشأت فكرة الجامع في 1944 عندما توفي السفير التركي منير إرتگون ولم يكن هناك مسجداً للصلاة عليه. لعب المجتمع الدبلوماسي في واشنطن دوراً قيادياً في إنشاء المسجد. وقد جاء الدعم من معظم الدول الإسلامية حول العالم متبرعين بالمال والزخرفة والحرفيين لدعم المشروع كما ساهم في ذلك أيضاً الأمريكان المسلمون. الموقع تم شراؤه في 1946 وتم وضع حجر الأساس في 11 يناير 1949. المبنى صممه المعماري الإيطالي ماريو روسي وافتتح في 28 يونيو 1957 بحضور الرئيس دوايت أيزنهاور. وقد تبرع شاه إيران الأخير بالطنافس الفارسية لتغطية أرضية إيوان المسجد. وما زال المركز يديره مجلس محافظين مكون من مختلف السفراء. وتصطف حول المبنى أعلام الدول الإسلامية حول العالم.
وقد زار المركز العديد من الشخصيات رفيعة المستوى، بما فيهم العديد من الرؤساء. أعلى الزيارات من حيث التغطية الإعلامية كانت زيارة الرئيس جورج و. بوش في 17 سبتمبر 2001 بعد أيام من هجمات 11 سبتمبر 2001. وعلى التلفزيون الوطني، تلى بوش آيات من القرآن وعمل على طمأنة الأمريكان أن الغالبية العظمى من المسلمين مسالمون.
وبالإضافة للمسجد، يضم المركز مكتبة وفصول لدراسة الإسلام واللغة العربية.
المسجد كان أحد ثلاث مباني استـُولِي عليهم في الحصار الحنفي 1977. وحينها أخذ المسلحون الأمريكان المسلمون السود رهائن وطالبوا بعدة أشياء، منها تدمير جميع نسخ فيلم الرسالة لأنهم اعتبره مدنس."